# Vindeln
Vindeln – miejscowość (tätort) w Szwecji, w regionie administracyjnym (län) Västerbotten, siedziba gminy Vindeln.
Według danych Szwedzkiego Urzędu Statystycznego liczba ludności wyniosła: 2403 (31 grudnia 2015), 2450 (31 grudnia 2018) i 2485 (31 grudnia 2019).